# Natura 2000-område nr. 71 Kimmelkær Landkanal
Natura 2000-område nr. 71 Kimmelkær Landkanal er et habitatområde (H178), der ligger i et gammelt marint forland, og har et areal på i alt et areal på 3 hektar. Kimmelkær Landkanal er en af de få lokaliteter i Danmark med en stor og stabil population af Vandranke, der er national ansvarsart og opført som akut truet på den danske rødliste og opført på habitatdirektivets bilag II og IV. Fra 2004 til 2008 skete der en forøgelse af bestandens størrelse i den nedre del af kanalen.
Kimmelkær Landkanal har en blød sandet bund og løber parallelt med vandløbet Star grøft, og har udløb i Tim Engsø og Tim Å, ca. 1 km fra dens udløb i den nordlige ende af Stadil Fjord. Kimmelkær Landkanal har en længde på ca. 2,7 km inden for Natura 2000-området.

## Videre forløb
Natura 2000-planen blev vedtaget i 2011, hvorefter kommunalbestyrelserne
og Naturstyrelsen udarbejdede bindende handleplaner for
gennemførelsen af planen.  Planen videreføres og videreudvikles i senere planperioder. Natura 2000-området ligger i Ikast-Brande Kommune, og naturplanen koordineres med vandplanen for 1.8 Hovedvandopland Ringkøbing Fjord  Natura 2000-området ligger i Ringkøbing-Skjern Kommune , og naturplanen koordineres med vandplanen for 1.8 Hovedvandopland Ringkøbing Fjord .

## Eksterne kilder og henvisninger
1. ↑  Miljøstyrelsen Midtjylland (juni 2023). "Naturplan 2022-2027  Natura 2000-område nr.  71 Kimmelkær Landkanal" (PDF). mst.dk. Miljøstyrelsen. Arkiveret (PDF) fra originalen 7. juni 2024. Hentet 14. juni 2024.
2. ↑  
Miljøstyrelsen Midtjylland (2023). "Revideret basisanalyse 2022-2027  Natura 2000-område nr.  71 Kimmelkær Landkanal" (PDF). mst.dk. Miljøstyrelsen. Arkiveret (PDF) fra originalen 7. juni 2024. Hentet 14. juni 2024.
3. ↑  "Natura 2000-planlægning 2022-2027". mst.dk. Miljøstyrelsen. 2023. Arkiveret fra originalen 29. marts 2024. Hentet 11. maj 2024.
4. ↑  Forslag til vandplan Hovedvandopland 1.8 Ringkøbing Fjord via web.archive.org
5. ↑  Forslag til vandplan Hovedvandopland 1.8 Ringkøbing Fjord

- Kort over området på miljoegis.mim.dk